# Командир на батальон
Командирът на батальон е подчинен на командира на поделението. Той е пряк началник на личния състав от батальона (дивизиона, ескадрилата) и ръководи разработването и изпълнението на плановете за нарастване на готовността за изпълнение на бойни задачи, за мобилизация и за бойната подготовка.

## Заместник-командир на батальон
Заместник-командирът на батальон е подчинен на командира на батальона. Той е негов първи заместник и е пряк началник на личния състав от батальона. Има право да отдава разпореждания от името на командира на батальона, като за тях е длъжен да му докладва.